# 1738 Oosterhoff
1738 Oosterhoff è un asteroide della fascia principale. Scoperto nel 1930, presenta un'orbita caratterizzata da un semiasse maggiore pari a 2,1836862 UA e da un'eccentricità di 0,2032193, inclinata di 4,87745° rispetto all'eclittica.
L'asteroide è dedicato all'astronomo olandese Pieter Oosterhoff.